# Casabianca (Q183)
Pour les articles homonymes, voir Casabianca.
Le Casabianca est un sous-marin de première classe, dit « de grande patrouille » du type « 1500 tonnes » (coque Q.183) lancé en 1935 et entré en service en 1936. Il est resté célèbre pour s'être échappé de Toulon lors du sabordage de la flotte le 27 novembre 1942 afin de reprendre le combat contre les Allemands et les Italiens. Il s'illustra en participant à la libération de la Corse pendant la Seconde Guerre mondiale sous les ordres du capitaine de frégate Jean L'Herminier. Il assura la liaison entre la France occupée et l'état major basé à Alger.
Il est l'un des cinq sous-marins de cette classe, sur 31, à avoir survécu à la Seconde Guerre mondiale.

## Historique
Le bâtiment devait initialement s'appeler « Casablanca ». François Pietri, alors ministre de la Marine et corse, s'étonna que le nom du glorieux marin corse Luc-Julien-Joseph Casabianca ne soit plus porté par aucun bâtiment de la Marine nationale. Il fut donc facile de satisfaire le ministre, il n'y avait qu'une lettre à changer… Le nom de « Casablanca » fut donc remplacé par « Casabianca » avant le lancement. Le premier commandant, le capitaine de corvette Bonneau prend comme écusson pour le bateau les armes de la famille Casabianca et sa devise « In bello leones, in pace colombae » (Dans la guerre, des lions, dans la paix, des colombes).

### Commandant Carré
En 1938 le Casabianca part en Angleterre pour coopérer avec les Anglais.
À la déclaration de guerre, le Casabianca surveillait déjà les ports de guerre espagnols au cas où des navires allemands auraient tenté d'y faire escale. Au retour, le Casabianca rencontre fortuitement de nuit plusieurs croiseurs de la classe Georges Leygues. Persuadé que les croiseurs, qu'il n'a pas pu identifier, ne peuvent pas être allemands, le commandant ne lance pas de torpille. Un croiseur envoie trois obus de 152 sur le Casabianca qui se réfugie en plongée.

### Commandant Sacaze
En décembre 1939, il escorte le convoi HX 11 entre Halifax et Liverpool. Les conditions hivernales étant jugées trop dures par l'amirauté britannique les escortes suivantes par sous-marins sont repoussées au mois d'avril. Le bateau effectue du 15 avril 1940 au 1er mai une mission le long des côtes de Norvège au départ d'Harwich. Il conduit trois incursions dans les fjords de Bergen (Norvège) malgré leur étroitesse pour un sous-marin de cette taille. Le retour de patrouille se fait à Dundee.
La patrouille suivante débute le 9 mai 1940 à destination du Skagerrak où le 13 mai il détecte un convoi allemand qu'il ne peut rattraper car la surveillance allemande décourage la poursuite en surface. Le commandant prend le risque de sortir une grande longueur de périscope pour accroître la portée de l'antenne radio fixée dessus et signale le convoi à l'amirauté. Le Coastal Command ainsi alerté attaque le convoi coulant trois cargos et dispersant le reste. Le 15 mai, dans la nuit relative de ces latitudes, le Casabianca fait surface pour ventiler et pour recharger ses batteries. Il est presque aussitôt repéré par une vedette rapide allemande qui le grenade. La vedette est rapidement rejointe par un chalutier portant de plus grosses charges de fond. Celui ci est équipé d'un ASDIC. C'est la première rencontre d'un sous-marin allié avec un chasseur de sous-marin allemand muni de l'ASDIC, vraisemblablement copié de celui du sous-marin HMS Seal capturé quasiment intact moins de deux mois plus tôt. Le Casabianca doit son salut à l'inexpérience des opérateurs ASDIC allemands, trompés par le bouillonnement de leurs propres grenades, et à son dérobement vers l’intérieur du Skagerrak, alors que les chasseurs le guettent au large. Le 21 mai le Casabianca s’amarre à Dundee.
La patrouille suivante est prévue pour le 3 juin. Au dernier moment le départ est annulé en raison de l'entrée en guerre de l'Italie qui entraîne la nécessité de la surveillance sous-marine en mer Méditerranée. Les Anglais sont peu satisfaits de cette décision dont les conséquences s'atténuent avec l'arrivée de sous-marins hollandais, chassés de leurs ports par l'invasion et par le maintien du Rubis déjà en patrouille, lequel fera toute la guerre dans les rangs des Forces navales françaises libres.
Le 6 juin, le Jules Verne suivi de huit sous-marins dont le Casabianca appareille pour Brest en contournant l’Écosse pour ne pas devoir traverser la mer du Nord.
L'escale à Brest se passe mal. Devant la progression allemande le désordre gagne avec le départ des Anglais. L'amirauté française est muette, « aux abonnés absents ». Les Allemands larguent par avion des mines magnétiques dans la rade. Le 18 juin, l'évacuation est ordonnée, les papiers secrets sont détruits et les bateaux chargés de tout ce qui peut servir y compris, pour le Casabianca, les pièces de rechange du Pasteur qui, irréparable dans les délais, est finalement sabordé. Cette cargaison en chargement donne au bateau des rechanges pour le reste de la guerre. Un autre 1500 tonnes de la deuxième division de sous marins, l'Achille est sabordé (ainsi que deux autres, l'Ouessant et l'Agosta). Un moment gêné par le Surcouf qui a des difficultés de manœuvre, il prend le sillage des cuirassés Courbet et Paris ce qui le protège des éventuelles mines magnétiques. Le Jules Verne conduit quatorze sous-marins valides vers Casablanca où ils arrivent le 23 juin. Ceux qui ne sont pas en état d'affronter cette traversée se rendent en Angleterre.
Le 3 juillet, des sous-marins appareillent pour attaquer l'escadre anglaise qui vient d'attaquer Mers el-Kébir. Ils arrivent trop tard. Le Casabianca plonge pour éviter un patrouilleur anglais qui le recherche à l'ASDIC. Le 16 octobre le second est remplacé par le lieutenant de Vaisseau Henri Bellet qui reste cinq années à bord et remplacera L'Herminier comme commandant.
Le 17 décembre 1940 le Sfax et le Casabianca appareillent pour relever à Dakar le Bévéziers et le Sidi-Ferruch. Chacun escorte un bateau dont les vitesses ne sont pas compatibles : Le Rhône, pétrolier de la marine faisant huit à neuf nœuds et le paquebot Marrakech marchant à onze nœuds. Le Casabianca parti plus tard dépasse le Sfax le 15 décembre à 11 heures. Un message radio l'informe que le Sfax et Le Rhône ont été torpillés le 19 décembre (les Britanniques ont été suspectés dans un premier temps, mais il s'avérera par la suite que c'est une méprise du sous-marin allemand U-37).
Le Casabianca et le Marrakech arrivent le 23 décembre à Dakar .
Jean L'Herminier, qui vient de prendre le commandement du Sidi-Ferruch, convainc le commandant de la marine à Dakar que son bateau doit rester à Dakar pour remplacer le Sfax.
Les deux bateaux repartent pour Casablanca le 9 mai 1941. Le Casabianca rentre à Toulon le 20 octobre 1941 et perd aussitôt son commandant affecté ailleurs sans qu'un remplaçant soit désigné. Quelques mois plus tard, le capitaine de corvette Laroze est désigné comme commandant. Le bateau est encore en réparation ; L'Herminier est à l’hôpital pour les prémisses de l'artérite qui écourtera sa carrière. Laroze prend donc le commandement du Sidi-Ferruch dont les travaux sont terminés, le Casabianca attend L'Herminier.

### Commandant L'Herminier
Le 27 novembre 1942, l'invasion de la zone libre par l'Allemagne entraîne le sabordage de la flotte française à Toulon pour empêcher qu'elle ne tombe entre les mains des troupes allemandes.
À cinq heures du matin, le quartier-maitre de quart à la coupée déclenche le klaxon d'alerte : les Allemands envahissent le port. À bord du Casabianca, les précautions sont prises depuis la veille. Les batteries sont chargées, les amarres sont fixées aux crocs de remorquage et peuvent être larguées instantanément sans exposer les matelots (elles sont lestées de façon à couler sans menacer les hélices) et le gyrocompas est déjà lancé. Le Casabianca appareille donc très vite, juste devancé par le Vénus, un 600 tonnes. Le Vénus enfonce une panne y accroche une barre de plongée et s'immobilise. Le Casabianca dispose de la place pour passer. Il vire à gauche et longe la jetée du Mourillon encore vide d'Allemands. Il est retardé par le temps nécessaire au remorqueur Le Dardennes pour ouvrir le filet anti sous-marins qui le sépare de la grande rade. Il franchit encore une estacade anti-vedette juste ouverte par le remorqueur Gapeau et plonge aussitôt. Les mines magnétiques mouillées par des avions allemands explosent, vraisemblablement au contact de filets anti sous-marins sans qu'aucun des sous-marins à l'appareillage ne soit touché. Le choc est cependant suffisant pour que le gyrocompas du Casabianca tombe en avarie. De plus, les protections des têtes de périscopes n'ont pas été retirées avant l'appareillage ce qui oblige le sous marin totalement aveugle à se guider au sondeur.
Après avoir attendu au large, soit des ordres, soit des ralliements, en accord avec ses officiers et avec son équipage qui veulent reprendre le combat avec les Alliés, il fait route vers Alger le 28 novembre à 2 heures du matin. Arrivé près des côtes algériennes, dépourvu des codes de reconnaissance des Alliés, il est inquiété par un destroyer de la Royal Navy au moment où il fait surface, avant de se faire reconnaître. Parmi les cinq sous-marins qui ont échappé au sabordage avec le Casabianca, deux autres, le Le Glorieux et le Marsouin continuent la lutte aux côtés des Alliés.

Le Casabianca dans son état d'origine avant sa modernisation aux États-Unis.

À Alger, le Casabianca se trouve sous les ordres de l'amiral Darlan, venu au chevet de son fils gravement malade. Le sous-marin reste sous son autorité jusqu'à son assassinat, le 24 décembre 1942, par le jeune résistant monarchiste Fernand Bonnier de La Chapelle. Il passe alors sous les ordres du général Giraud, jusqu'à ce que celui-ci soit définitivement évincé par le général de Gaulle.
Dès son arrivée et sa première rencontre avec l'amiral Darlan, L'Herminier demande que son sous-marin entre en action dès que possible. À partir du 14 décembre 1942 le Casabianca est utilisé à des missions de renseignement et de ravitaillement en hommes et en armes, missions souvent périlleuses comme dans le cas de l'opération Pearl Harbour au profit des maquisards corses. Les premiers agents envoyés le 10 décembre 1942 sont Toussaint Griffi, Pierre Griffi, Laurent Preziosi, Roger de Saule. Ces hommes procèdent à la coordination politique des réseaux de résistance en vue du débarquement. Ils sont ensuite remplacés par Paulin Colonna d'Istria qui assure la coordination militaire de ces réseaux avec l'aide du radio Pierre Griffi resté dans l'île.
Coïncidence de l'histoire, le rôle du Casabianca a été déterminant pour la libération de l'île en septembre 1943, lui qui porte le nom du plus prestigieux marin natif de cette île, mort héroïquement à la bataille d'Aboukir. L'Herminier et son second Bellet pensent qu'il est possible d'utiliser le sous-marin pour des débarquements plus importants. Avec la complicité du commandant Gambier, du bataillon de choc cantonné à Staoueli, ils effectuent un essai de chargement d'un maximum de soldats à bord du sous-marin. Bellet fait réaliser des bancs sur mesure et trois essais sont réalisés de nuit en prenant des précautions pour qu'il passent inaperçus. Le chargement optimum est de 106 soldats, sans que les sous-mariniers ne soient gênés dans leurs manœuvres. Le 27 août, un essai est réalisé du port à la plage de Sidi-Ferruch. Après une approche discrète en plongée, les 106 soldats sont débarqués et 106 autres embarqués et ramenés au port.
Après une nouvelle mission de débarquement d'armes et d'embarquement de responsables de la résistance, les résistants corses se soulèvent le 9 septembre 1943. Ils ont besoin d'un soutien de l'armée régulière. Le débarquement de Salerne mobilise tous les bateaux et tous les avions alliés. L'amiral Lemonnier a bien réussi à obtenir le retour à Alger des croiseurs rapides Fantasque et Terrible ; rapides, ils ne peuvent guère envisager de débarquer les hommes du commando de choc avant la nuit du 12 au 13 septembre (en fait, la nuit suivante). Lors d'une réunion de hauts gradés l'amiral demande à L'Herminier combien de soldats pourrait transporter le Casabianca. Sa réponse « Cent, avec 48 heures d'approvisionnements de combat » suscite l'incrédulité. « Quand pouvez-vous partir ? » : « Dans deux heures et demi ». Les 106 soldats sont embarqués plus trois passagers secrets. Le débarquement se fait dans la nuit du 13 au 14 dans le port d'Ajaccio.
L'opération, réalisée à l'insu du CFLN, est un des prétextes qui conduit à l'éviction du général Giraud. En tant que chef militaire, il aurait dû demander l'accord de l'autorité politique, c’est-à-dire du général de Gaulle.
L'Herminier, miné par son artérite quitte le bateau le 15 septembre 1943. Il est amputé des deux jambes. Avant de partir il obtient que son second lui succède au commandement du Casabianca (les 1500 tonnes n'étaient jamais des premiers commandements).

### Commandant Bellet
Le Casabianca avec le capitaine de corvette Bellet qui le commande à présent reprend les patrouilles en Méditerranée. Il coule un chasseur de sous-marin entre les caps Cépet et Sicié le 22 décembre 1943. Quelques jours plus tard, il torpille le cargo Ghisone, qui rentre à Toulon. Le 9 juin 1944, le Casabianca attaque au canon et à la torpille un chasseur de sous-marins allemand, devant le cap Camarat, mais sans l'endommager sérieusement.
Le sous-marin, surnommé « le sous-marin fantôme » par les Allemands, se voit attribuer le Jolly Roger par la 8e flottille britannique en 1943.
Entre le 2 août 1944 et le 30 mars il se trouve à Philadelphie pour une importante révision. Le hasard fait que le commandant L'Herminier est aussi à Philadelphie pour des raisons médicales. Arrivé en août 1943, il en repartira à fin juin 1946.
Le 2 avril 1945 le commandant Bellet quitte le bord.

#### Commandant Gouttier
Le 10 août 1944, les sous-marins sont retirés de la côte française, à l'approche du débarquement de Provence.
Comme les quatre autres sous-marins de 1500 tonnes, le Casabianca est en Afrique du Nord à partir du printemps 1945 et passe la fin de la guerre à l'entraînement à Oran dans l'attente d'un transfert dans le Pacifique qui ne viendra pas, en raison de la capitulation du Japon le 2 septembre 1945.
Après août 1945 il est affecté à l'école d'écoute. Devant recevoir un grand carénage en janvier 1947, il est considéré trop vétuste ; les travaux sont abandonnés.
Le Casabianca est désarmé le 15 février 1952 et démantelé à Brest au bassin Tristchler au printemps 1954. Seul son kiosque, devenu monument commémoratif, est conservé et installé à Bastia, sur le port de commerce avant d'être déménagé dans la cour intérieure du palais des Gouverneurs (citadelle de Bastia), qui abrite le musée municipal. Les périscopes ont été longtemps entreposés dans un local technique utilisé par les Affaires maritimes, sur le Vieux-Port. Le kiosque, actuellement exposé sur la place Saint-Nicolas à Bastia, est une réplique inaugurée en 2002, l'original s'étant rapidement dégradé faute d'entretien et de lieu d'exposition adéquat.
Comme les quelques sous-marins de 1 500 tonnes qui ont été modernisés aux États-Unis, le kiosque d'origine a été considérablement modifié. Deux radars y avaient été installés ainsi qu'une plateforme sur son avant, supportant un canon antiaérien Oerlikon de 20 mm. Les deux périscopes hissés et ce canon sont visibles sur le monument du Casabianca. Le kiosque a été tronqué de sa partie arrière où un second canon de 20 mm Oerlikon avait remplacé la mitrailleuse double de 13,2 mm d'origine française.

## Décorations
- Croix de guerre 1939-1945[23]
- Médaille de la Résistance française avec rosette

Cité 7 fois dont 6 à l'ordre de l'armée de mer, le sous-marin Casabianca est décoré de la croix de guerre 1939-1945 et arbore la fourragère rouge de la Légion d'honneur dont le sous-marin nucléaire d'attaque homonyme Casabianca (S603) perpétue la mémoire.
À titre de récompense, le commandant L'Herminier reçut de l'amiral commandant le groupe de sous-marins britanniques basé à Oran un Jolly Roger (pavillon pirate à tête de mort et tibias entrecroisés) qui est traditionnel chez les sous-mariniers anglais pour afficher leur tableau de chasse, suivant un code bien défini. Ainsi le Jolly Roger du Casabianca s'orne de sept dagues (correspondant aux missions secrètes) et des barres blanches et rouges correspondant aux navires coulés (à la torpille ou au canon suivant le cas).

## LesCasabiancaultérieurs
Un escorteur d'escadre refondu en escorteur anti-sous-marin a porté le nom de Casabianca de 1957 à 1984.
Le sous-marins nucléaires d'attaque Casabianca (S603), de la classe Rubis, mis en service en 1987, désarmé en 2023. Le sixième SNA de la classe Suffren suivante, reprendra le nom de Casabianca (S640).

## Cinéma
Casabianca est un film en noir et blanc qui retrace la glorieuse épopée de ce sous-marin. Produit par Georges Péclet, il est sorti sur les écrans en 1951. Son scénario reprend le récit authentique du capitaine de frégate Jean L'Herminier. C'est l'acteur Jean Vilar qui joue le rôle du commandant. Le tournage s'est déroulé à bord du Glorieux.